# Jenisej (nosná raketa)
Jenisej (rusky Енисей) je ruská nosná raketa supertěžké třídy vyvíjená v rámci federálního cílového programu, jehož cílem je mezi lety 2020-2030 vytvořit mimořádně těžký raketový nosič.
Na jeho vývoji se bude podílet státní kosmické středisko CSKB-Progress, RKK Eněrgija a Státní kosmické vědeckovýrobní středisko M. V. Chruničeva, které má zajistit vytvoření horního stupně.
Účelem rakety bude zajištění letů na Měsíc a na Mars.
S prvním startem tohoto nosiče se počítá kolem roku 2028 z kosmodromu Vostočnyj.

## Popis nosiče
Podle zatím dostupných informací se první stupeň rakety bude skládat z pěti nebo šesti postranních bloků s motory RD-171MV, jedná se o první stupně rakety Irtyš (Sojuz 5).
Druhý (centrální) stupeň má rovněž využít motor RD-171MV nebo RD-180.
Třetí stupeň bude použit z Angary A5V, blok URM-2V se dvěma motory RD-0150.